# Leukemia & Lymphoma
Leukemia & Lymphoma, abgekürzt Leuk. Lymphoma, ist eine wissenschaftliche Fachzeitschrift, die vom Taylor & Francis-Verlag veröffentlicht wird. Die Zeitschrift erscheint derzeit mit zwölf Ausgaben im Jahr. Es werden Arbeiten veröffentlicht, die sich mit bösartigen hämatologischen Erkrankungen beschäftigen.
Der Impact Factor lag im Jahr 2015 bei 3,093. Nach der Statistik des ISI Web of Knowledge wird das Journal mit diesem Impact Factor in der Kategorie Hämatologie an 28. Stelle von 68 Zeitschriften und in der Kategorie Onkologie an 95. Stelle von 213 Zeitschriften geführt.